# Heliotropium paronychioides
Heliotropium paronychioides är en strävbladig växtart som beskrevs av Dc. Heliotropium paronychioides ingår i Heliotropsläktet som ingår i familjen strävbladiga växter. Inga underarter finns listade i Catalogue of Life.